# Charlie Hunnam
Charles Hunnam, dit Charlie Hunnam, né le 10 avril 1980 à Newcastle upon Tyne en Angleterre, est un acteur britannique révélé par son rôle de Pete Dunham dans le film Hooligans (2005) aux côtés de Elijah Wood.
Il évolue depuis dans des grosses productions hollywoodiennes : Pacific Rim (2013), Crimson Peak (2015), The Lost City of Z (2016), et Le Roi Arthur : La Légende d'Excalibur (2017).

## Biographie

### Débuts et révélation télévisuelle
Charles Matthew Hunnam est découvert à 17 ans par le directeur de production d'une série britannique pour enfants, Byker Grove (en), alors qu’il était avec son frère pour acheter des chaussures à la veille de Noël. Il fait rapidement partie du tournage pour trois épisodes en incarnant un enfant modèle renfermé sur lui-même du nom de Jason.  Il a également eu une brève carrière de mannequin où il a fait un shooting pour Kangol Caps et a ensuite décidé que le mannequinat n’était pas fait pour lui. Le premier rôle majeur de Hunnam est survenu à l’âge de 18 ans, lorsqu’il a été choisi par Russell T Davies pour jouer le jeune écolier de 15 ans Nathan Maloney dans la série anglaise Queer as Folk.
Il se lance au cinéma la même année avec un rôle de punk rocker dans la comédie britannique Whatever Happened to Harold Smith? (1999). L'année suivante, il va débarquer à Hollywood. Le rôle qui devient son billet pour les États-Unis est celui de Ryder dans la série pour adolescents Young Americans, diffusée durant l'été 2000. Le programme ne connait pas de suite, mais l'acteur rebondit vers une autre série, la comédie Les Années campus où il joue de son accent et de son sex-appeal en incarnant le procrastinateur et séduisant Lloyd Haythe. Là encore, la série ne dépasse pas une courte unique saison.
Le jeune acteur enchaîne avec le cinéma pour l'année 2002 : il évolue d'abord dans le thriller Abandon, mené par la jeune star montante du moment Katie Holmes ; il est ensuite le héros d'une adaptation du roman de Charles Dickens Nicholas Nickleby réalisé par Douglas McGrath. L'année suivante, il tient un second rôle, aux côtés des stars Nicole Kidman et Jude Law, dans le mélodrame historique à gros budget Retour à Cold Mountain réalisé par Anthony Minghella.
En 2005, il est l'une des têtes d'affiche du drame indépendant Hooligans, entouré de Elijah Wood et Claire Forlani. Puis, en 2006, il évolue dans le film post-apocalyptique acclamé par la critique Les Fils de l'homme, d'Alfonso Cuarón, qui met en vedette Clive Owen. Il est alors choisi pour le rôle principal d'une nouvelle série dramatique Sons of Anarchy.

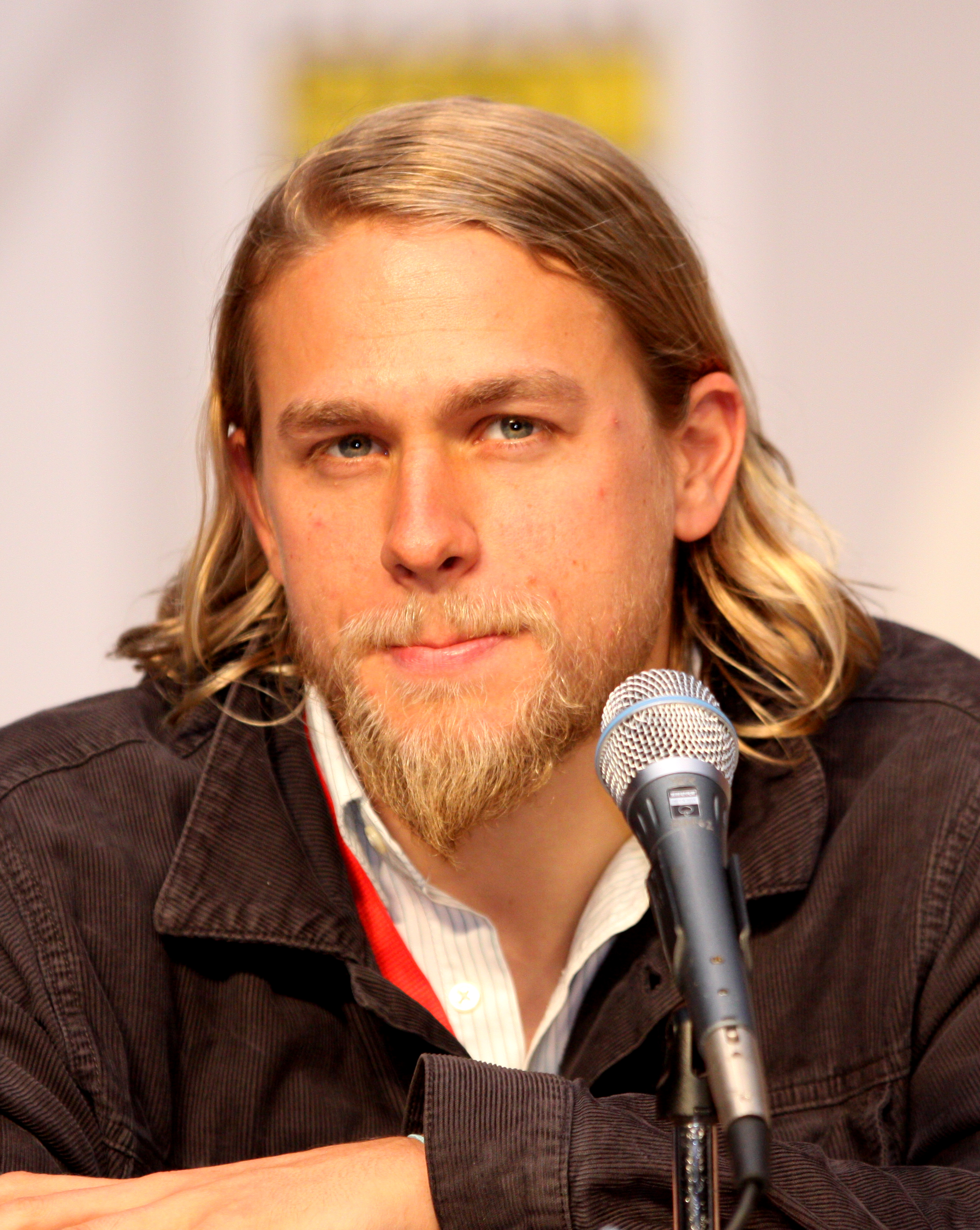
L'acteur au Comic-Con de San Diego 2010, pour la promotion de Sons of Anarchy.

Le créateur Kurt Sutter lui confie le rôle de Jax Teller, un jeune biker, membre d'un gang californiens, dont l'ascension dans un univers criminel et violent, se voit complexifiée par un passé familial lourd et secret, et une figure maternelle omniprésente. La série connait un énorme succès d'audience, et s'arrête au terme de 7 saisons, en 2014, en accord avec la chaîne FX.

### Confirmation cinématographique
Parallèlement à la série, il ne tourne que trois longs-métrages : en 2011, le thriller indépendant Au bord du gouffre, écrit et réalisé par Matthew Chapman ; en 2012, il mène la comédie 3,2,1... Frankie Go Boom (en), de Jordan Roberts ; enfin, il fait face à Eric Bana et Olivia Wilde dans le thriller Cold Blood, de Stefan Ruzowitzky.
À la fin de Sons of Anarchy, il enchaîne avec deux grosses productions réalisées par Guillermo del Toro : en 2013, il est le héros du film  de science-fiction Pacific Rim, où il est entouré du britannique Idris Elba et de la japonaise Rinko Kikuchi. Puis en 2015, il fait partie de la distribution principale de la romance gothique Crimson Peak, menée par Mia Wasikowska, Jessica Chastain et Tom Hiddleston.
Il est dans un premier temps choisi par une compatriote, la réalisatrice anglaise Sam Taylor-Wood pour prêter ses traits au personnage du trouble et séducteur Christian Grey dans l'attendue adaptation cinématographique de la trilogie littéraire Fifty Shades of Grey. Mais à la suite de retombées médiatiques négatives de ce casting, notamment de la part des fans sur les réseaux sociaux, l'acteur décide de se retirer. Il déclarera par la suite qu'un problème de compatibilité d'emploi du temps avec le tournage de Crimson Peak est à l'origine de ce désistement de dernière minute.

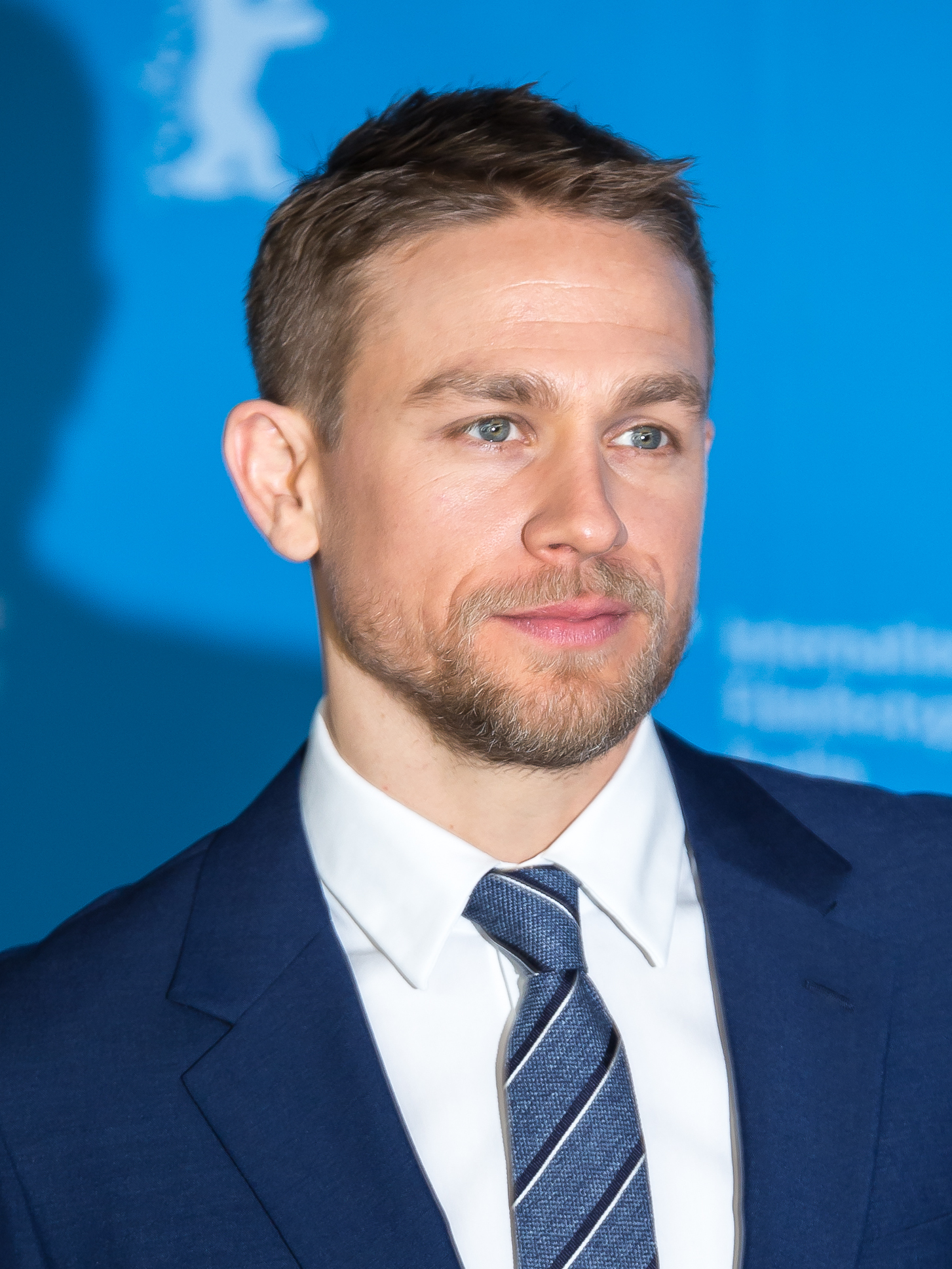
L'acteur à la Berlinale 2017 pour la promotion de The Lost City of Z.

En 2017, il revient dans trois projets attendus. Il prête ses traits à Percy Fawcett dans le film The Lost City of Z, première excursion hors de la banlieue de New York pour le réalisateur James Gray. Puis il joue le rôle-titre du blockbuster Le Roi Arthur : La Légende d'Excalibur, sous la direction de son compatriote Guy Ritchie.
En 2020, il retrouve Guy Ritchie pour la comédie policière The Gentlemen, dans lequel il partage l'affiche avec Matthew McConaughey, Hugh Grant et Colin Farrell.

### Vie privée
Il est marié de 1999 à 2002 à l'actrice Katharine Towne, fille du scénariste Robert Towne, qu'il a rencontrée lors du casting de la série pour adolescents Dawson. 
Il a fréquenté le modèle Sophie Dahl, l’actrice Stella Parker et la productrice de film Georgina Townsley. 
Il est en couple depuis 2005 avec la créatrice de bijoux Morgana McNelis.
Il pratique le jiu jitsu brésilien depuis 2016, ceinture bleue sous Rigan Machado.

## Filmographie

### Cinéma
- 1999 : Whatever Happened to Harold Smith? de Peter Hewitt : Daz
- 2002 : Abandon de Stephen Gaghan : Embry Larkin
- 2002 : Nicholas Nickleby de Douglas McGrath : Nicholas Nickleby
- 2003 : Retour à Cold Mountain (Cold Mountain) d'Anthony Minghella : Bosie
- 2005 : Hooligans (Green Street Hooligans) de Lexi Alexander : Pete Dunham
- 2006 : Les Fils de l'homme (Children of Men) d'Alfonso Cuarón : Patric
- 2011 : Au bord du gouffre (The Ledge) de Matthew Chapman : Gavin Nichols
- 2011 : 3,2,1... Frankie Go Boom (en) de Jordan Roberts : Frank Bartlett (Frankie)
- 2012 : Cold Blood de Stefan Ruzowitzky : Jay
- 2013 : Pacific Rim de Guillermo del Toro : Raleigh Becket
- 2015 : Crimson Peak de Guillermo del Toro : le Dr. Alan McMichael
- 2017 : The Lost City of Z de James Gray : l'explorateur Percy Fawcett
- 2017 : Le Roi Arthur : La Légende d'Excalibur (King Arthur: Legend of the Sword) de Guy Ritchie : le Roi Arthur
- 2017 : Papillon de Michael Noer : Henri Charrière dit « Papillon »
- 2018 : A Million Little Pieces de Sam Taylor-Johnson : Bob Frey Jr.
- 2019 : Triple Frontière (Triple Frontier) de J.C. Chandor : William « Ironhead » Miller
- 2019 : Le Gang Kelly (True History of the Kelly Gang) de Justin Kurzel : le sergent O'Neill
- 2019 : La Loi de la jungle (Jungleland) de Max Winkler : Stanley Kaminski
- 2020 : The Gentlemen de Guy Ritchie : Raymond
- 2021 : Waldo, détective privé (Last Looks) de Tim Kirkby : Charlie Waldo
- 2023 : Rebel Moon - Partie 1 : Enfant du feu de Zack Snyder : Kai

### Télévision
- 1997 : My Wonderful Life : Wes
- 1998 : Byker Grove (en) : Jason
- 1998 : Microsoap (en) : Brad
- 1999-2000 : Queer as Folk : Nathan Maloney
- 2000: Young Americans : Gregor Ryder
- 2001 : Les Années campus (Undeclared) : Lloyd Haythe
- 2008-2014 : Sons of Anarchy : Jax Teller
- 2022 : Shantaram (série) (en) : Lin.
- 2025 : Monster : Ed Gein

## Voix francophones
En version française, Charlie Hunnam est doublé par plusieurs comédiens de manière inconstante dans les années 1990 et 2000. Ainsi, si  Thierry Ragueneau le double à deux reprises dans Hooligans et Les Fils de l'homme, il est doublé à titre exceptionnel par Benjamin Pascal dans Queer as Folk, Michel Ré dans Young Americans, Maël Davan-Soulas dans Les Années campus, Fabrice Josso dans Nicholas Nickleby et Sébastien Desjours dans Sons of Anarchy.
Dans les années 2010, il est dans un premier temps doublé à deux reprises par Thibaut Belfodil dans Cold Blood et Pacific Rim et par Stéphane Pouplard dans Crimson Peak. 
Par la suite, Julien Allouf devient sa voix la plus régulière en le doublant dans les films Le Roi Arthur : La Légende d'Excalibur, A Million Little Pieces, The Gentlemen, Rebel Moon - Partie 1 : Enfant du feu ainsi que dans la série Shantaram. Il a également été doublé occasionnellement par Marc Arnaud dans The Lost City of Z, Triple Frontière et La Loi de la jungle ainsi que par Valentin Merlet dans Papillon et Le Gang Kelly. A titre exceptionnel, il est doublé par Nicolas Matthys dans Waldo, détective privé.
En version québécoise, il est doublé à deux reprises chacun par Daniel Roy dans Les Fils de l'homme et Rives du Pacifique, ainsi que par Adrien Bletton dans  Le Roi Arthur : La Légende d'Excalibur et Papillon.
Il est également doublé par Renaud Paradis dans Abandon, Martin Watier dans Nicholas Nickleby,Jacques Lussier dans Retour à Cold Mountain et Denis Roy dans Crimson Peak.